# Thierry Kuhn
Thierry Kuhn, né en 1966 à Strasbourg (Bas-Rhin), est un responsable associatif, président d’Emmaüs France de mai 2014 à mai 2018, et homme politique français.

## Biographie
Fils de menuisier, Thierry Kuhn est engagé dans l’associatif et l’humanitaire depuis l’âge de 18 ans. Il a effectué de nombreux séjours dans les bidonvilles de Calcutta et fut membre du mouvement Attac à sa création. Ancien comptable, il dirigeait Emmaüs Mundolsheim où il a fait ses premières armes en 2006, et occupe à plein temps les fonctions de directeur du chantier d’insertion.
Thierry Kuhn a été nommé président d'Emmaüs France en mai 2014. Après deux mandats, il quitte ses fonctions comme le prévoient les statuts d'Emmaüs France et est remplacé par Hubert Trapet en mai 2018.
Il est à l'origine de la première structure d'insertion en détention à Oermingen (67), devenue modèle national 
En novembre 2018, il cofonde avec Raphaël Glucksmann le parti politique Place publique[réf. nécessaire].
En juin 2015, Thierry Kuhn déplore « l’échec des politiques successives en matière de migration. » « On est principalement sur des solutions sécuritaires. » et constate : « On est en 2015 et on a des bidonvilles dans notre pays. Or notre pays n’a jamais été aussi riche ».
En mars 2017, pendant la campagne présidentielle, il lance, avec Nicolas Hulot, l'appel des solidarités, suivi par 120 associations.